# Art romànic andorrà

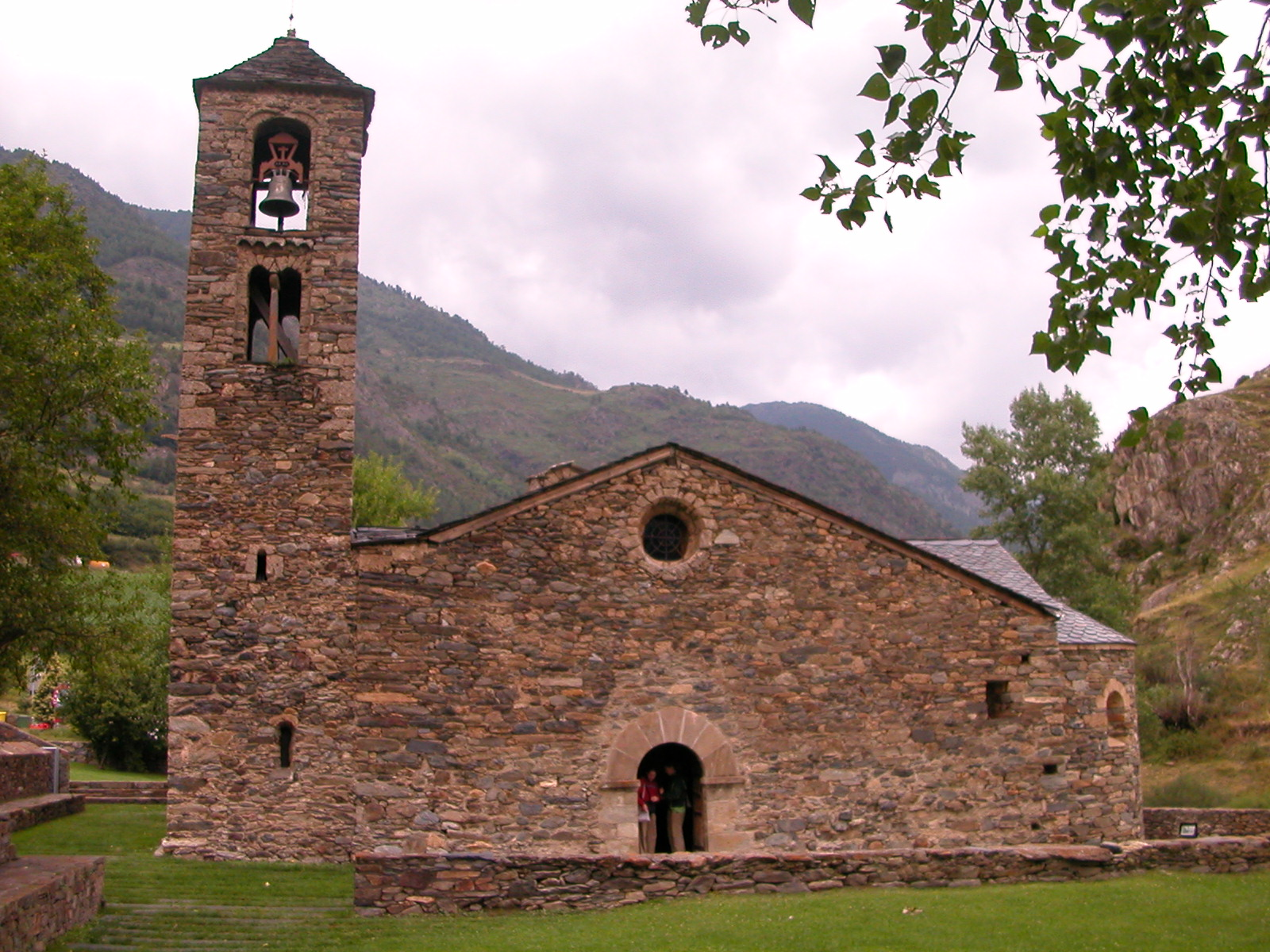
Església de Sant Martí de la Cortinada, a Ordino

L' art romànic andorrà és el moviment artístic més destacat del país. Es distingeix per un ric llegat que ha perdurat fins als nostres dies, especialment en l’àmbit de l’arquitectura religiosa i  en la conservació d’imatges i pintures.

## Arquitectura
Les referències històriques per datar els monuments romànics andorrans no són gaire precises. Tanmateix, per l’estil arquitectònic, es considera que les construccions van començar a finals del segle X i es van prolongar fins ben entrat el segle XIII. Una de les peculiaritats pròpies d’Andorra és que l’estil romànic hi perdura més temps, abastant un període que en altres regions d’Europa ja correspon a l’art gòtic.
A diferència d'altres regions veïnes, a Andorra es conserva una gran part del patrimoni romànic original. El país compta amb una trentena de monuments romànics catalogats. L’aïllament geogràfic i l’absència de grans conflictes al llarg de la seva història han afavorit la preservació d’aquestes construccions. El pas del temps les ha respectades en gran manera, i només en casos molt puntuals s’han perdut esglésies o temples. A més, els andorrans han valorat la conservació de l'herència històrica tal com queda reflectit a la màxima 21 del Manual Digest:
«Conserveu les antiguitats el millor possible, i si algunes ens semblen ridícules, penseu que és perquè no sabem penetrar a fons en la seva significació més íntima».
L'arquitectura romànica andorrana es caracteritza per la utilització de pedra de llicorella. Els murs i les torres són de làmines de pedra superposades i, en canvi, es fa servir poc el maó i la pedra tallada. Majoritàriament les construccions són esglésies de petites dimensions. Destaquen els campanars llombards de planta quadrada amb finestres geminades i arcs cecs en les Bandes Llombardes. També es poden trobar ponts sobre la Valira i cases que mantenen l'estil de l'edat mitjana, com la Casa de la Vall o el conjunt de les Bons.
En els temples romànics del país es troben, amb certa freqüència, pintures murals medievals i talles en fusta policromada de verges i crists. A mitja dotzena d'esglésies es conserven les pintures murals. La pintura en fusta més antiga és un retaule d'altar trobat a l'església primitiva d'Encamp, datada del segle xiii. Està representat el pantocràtor dins d'una orla i al voltant els símbols del quatre evangelistes. També hi ha retaules posteriors, generalment barrocs.
Existeix mitja dotzena de figures en fusta policromada. La més famosa era la Verge de Meritxell, però es va perdre en un incendi, el 1972, i es venera una reproducció. Una altra obra important és el Crist Majestat de l'església de Sant Joan de Caselles.

## Principals monuments de l'arquitectura romànica andorrana
- Esglésies:
  - Sant Joan de Caselles (Canillo), dels segles xi i xii, on es destaca el Crist en majestat fet d'estuc.
  - Sant Miquel de Prats (Canillo)
  - Santuari de la Mare de Déu de Meritxell (Canillo), va patir un incendi el 1972.
  - Sant Romà de les Bons (Encamp), dels segles xi i xii, amb restes d'antigues fortificacions.
  - Santa Eulàlia (Encamp)
  - Sant Marc i Santa Maria (Encamp)
  - Sant Martí de la Cortinada (Ordino), del segle xii, amb retaules barrocs afegits posteriorment.
  - Sant Climent de Pal (la Massana), dels segles xi i xii, amb un campanar de tres pisos.
  - Sant Cristòfol d'Anyós (la Massana)
  - Santa Coloma (Andorra la Vella), dels segles IX-X, amb un campanar de planta circular.
  - Sant Esteve d'Andorra la Vella, amb absis del segle xiii. Les pintures murals es conserven a l'Espai Columba, el MNAC i el Museo Nacional del Prado.
  - Sant Andreu (Andorra la Vella)
  - Sant Martí de Nagol (Sant Julià de Lòria)
  - Sant Serni de Nagol (Sant Julià de Lòria), del segle xi, erigida damunt d'una roca.
  - Sant Esteve del mas d'Alins (Sant Julià de Lòria)
  - Sant Mateu del Pui d'Olivesa (Sant Julià de Lòria)
  - Sant Esteve de Juberri (Sant Julià de Lòria)
  - Santuari de la Mare de Déu de Canòlic (Sant Julià de Lòria)
  - Sant Miquel d'Engolasters (Escaldes-Engordany), del segle xii, amb una rèplica de la pintura mural de l'absis conservada al MNAC

## Pintura mural
Un dels elements més destacables dels conjunts romànics andorrans és la pintura mural. Tanmateix, la major part d’aquestes obres es conserva actualment fora del territori. La seva diàspora es produí durant les dècades de 1930 i 1940, quan es van fer arrencaments sistemàtics en gairebé tots els conjunts del país, fet que va provocar la dispersió d’aquest valuós patrimoni artístic.

## Objectes i mobiliari litúrgic
Bona part d’aquestes esglésies conserva un conjunt d’objectes i mobiliari litúrgic que complien una funció molt específica dins el discurs simbòlic i funcional dels edificis. Elements com les llànties d’oli, els canelobres, els encensers, les piques baptismals, els llibres litúrgics, les lipsanoteques i reliquiaris i les imatges formaven part essencial de l’espai sagrat.
Cal destacar de manera especial les talles romàniques, que es poden agrupar en dos grans blocs: les imatges de la Mare de Déu i les creus, tant d’altar com processionals. Pel que fa a les primeres, gairebé cada parròquia conserva una talla de la Mare de Déu, totes amb unes característiques formals molt similars, que denoten una coherència estilística pròpia del territori.

## Peces procedents de temples romànics fora d'Andorra
Diverses institucions museístiques catalanes conserven béns mobles del període romànic andorrà. La més destacada és el Museu Nacional d’Art de Catalunya (MNAC), on es custodien importants fragments de conjunts murals procedents de les esglésies de Sant Miquel d’Engolasters, Sant Romà de les Bons, Sant Esteve d’Andorra la Vella, així com la taula d’altar de Sant Romà de Vila.
També cal mencionar el Museu Episcopal de Vic, que conserva l’ara d’altar de l’església de Santa Coloma d’Andorra la Vella i un parell de lipsanoteques.
La presència d’aquest patrimoni no es limita als museus públics. En col·leccions privades com la Col·lecció de Vidres de la família Mateu, al Castell de Peralada, es conserven dues ampolletes de vidre que també funcionaven com a lipsanoteques.

## Altres
La recerca entorn del romànic andorrà és activa i en constant evolució. Tant és així que, des de l’any 2024, el Departament de Patrimoni Cultural d’Andorra manté un conveni de col·laboració amb la Fundación Santa María la Real del Patrimonio Histórico per a l’elaboració del volum de la Enciclopedia del Románico dedicat a Andorra, donant continuïtat al seu projecte de recerca i difusió.